# Lovrenc Košir
Lovrenc Košir, slovenski uradnik, * 29. julij 1804, Spodnja Luša v Selški dolini, † 7. avgust 1879, Dunaj.
Znan je zlasti kot poštni reformator.

## Mladost
Lovrenc Košir / Laurenz Koschier se je rodil 29. junija 1804 v Spodnji Luši nad Škofjo Loko; krščen je bil pod imenom Laurentius. Izhajal je iz družine malega kmetov Marie Kallan in Janeza Koširja z (vsaj) dvema starejšima bratoma in tremi starejšimi sestrami.
O njegovi zgodnji mladosti je znanega malo. Podatke o njem najdemo v dokumentih po letu 1818. Takrat je bil učenec Juventus Gymnasii Academici, ljubljanske gimnazije (po očetovi želji naj bi postal duhovnik), za katerega se je izkazalo, da je zelo nadarjen – končal jo je z najboljšim uspehom; z odličnim uspehom je na jezuitskem liceju v Ljubljani končal za višje uradnike prirejen študij, imenovan filozofija, ter študij kmetijstva na cesarsko kraljevem liceju v Ljubljani.
Očeta Janeza Koširja je izgubil že leta 1824, ko je bil star 20 let. Kljub smrti očeta ni bil oproščen šolnine, ni dobival štipendije in tudi ni bil v kakem zavodu, a je imel vseeno plačano šolnino iz neznanih virov (možno je, da jo je plačevala cerkev ali neznani pokrovitelji).

## Službovanje
Leta 1828 se je zaposlil kot aspirant pri vojaškem preskrbovalnem uradu v Ljubljani, a je že novembra 1829 dobil službo v državnem knjigovodstvu v Benetkah in kasneje v Milanu. V letih 1833 in 1834 je zamenjal delovno mesto in se zaposlil na poštnem uradu, kjer je dobil ugledno službo finančnega uradnika v računskem poštnem oddelku na Dunaju, od koder so ga premeščali v Milano, Benetke in kasneje v Zagreb (kjer je kasneje tudi ostal), saj je obvladal italijanščino, nemščino, francoščino, hrvaščino in latinščino. Omeniti velja, da je Koširja zanimalo vse, kar se je dogajalo v javnosti. Bil je inteligenten, vedoželjen ter je verjetno redno prebiral domače in tuje časopise.

10. maja 1841 se je poročil z Amalijo Pluschkmovo, s katero sta imela 3 otroke. Prav tako kot žena so vsi trije otroci umrli pred njim.
V Zagrebu je od leta 1851 služboval kot računski svetnik in bil kasneje povišan v namestnika državnega knjigovodje. V državni službi je ostal več kot 40 let, dokler se leta 1872 ni upokojil, ker so ga 1871 obtožili uradnih nepravilnosti, katerih je bil kasneje tudi oproščen. Po upokojitvi se je leta 1875 vrnil nazaj na Dunaj. V tem času je sestavil hrvaško-madžarski slovar.
Umrl je 7. avgusta 1879 zapuščen in pozabljen v mestni hiralnici, zaradi jetike in črevesne bolezni.

## Ideje o poštnih reformah
Pri svojem delu je spoznal zapletenost takratnega sistema obračunavanja poštnin, ki je dopuščal veliko napak in slab nadzor nad pobranim denarjem. Košir je 31. decembra 1835 poslal predsedniku dvorne komore predlog reforme za »nov postopek in način obračunavanja s kontrolo materiala«. Postopek je predvideval frankiranje pisem z »umetno pritrjenimi kolki poštne takse«, torej uporabo znamk v različnih barvah glede na višino pristojbine. Predstavljal si je, da bi znamke z različno nominalno vrednostjo tiskali v snopih podobnim zvezkom, jih nato izrezali in prilepili na pismo.
Kljub temu, da bi upoštevanje Koširjevih predlogov prineslo nedvomne koristi, ga je doletela tipična usoda izumitelja – nihče ga ni toplo sprejel. S svojim predlogom, ki je bil v tistem času in prostoru očitno preveč revolucionaren, je nehote zmotil interese nadrejenih. Ob njegovi zavrnitvi je bil sicer pohvaljen za »opaženo hvalevredno prizadevanje, da bi koristno služili poštnemu uradu«, vendar so ga že pred tem premestili na nižje in slabše plačano mesto v državnem knjigovodstvu v Ljubljani.
Leta 1836 se je srečal s trgovskim potnikom Gallawayem iz Združenega kraljestva ter mu zaupal svojo zamisel in načrte o svoji reformi v plačevanju poštnine. Danes se domneva, da je takrat trgovski potnik na nek način posredno ali neposredno Koširjevo zamisel posredoval Rowlandu Hillu, ki še danes velja za uradnega izumitelja poštne znamke. Njuni ideji se sicer ne ujemata popolno, a neke osnovne povezave kljub vsemu o(b)stajajo (Rowland je uvedel le zamenjavo tedanjega obračunavanja ožigosanih pisemskih ovojnicah v gotovini).
Glede na prve, vsaj idejne zapise ideje o poštni znamki, velja kljub vsemu še danes Košir za pravega poštnega reformatorja in predlagatelja poštne znamke. Tega priznanja sam Lovrenc Košir ni uspel pridobiti po izidu prve poštne znamke, čeprav je to poskušal dokazati svetu v časopisih, na vrhovni dvorni poštni upravi in celo na 1. kongresu Mednarodne poštne zveze leta 1874 v Bernu. A so vse njegove zahteve in vloge po priznanju, da je bil ravno on prvi idejni tvorec poštne znamke, povsod bodisi zavrnili, ali pa njegova vloga sploh ni prišla na dnevni red zasedanja, kot se je zgodilo v Švici.

## Druga dela
Iznajdba poštne znamke ni bil edini poklicni dosežek Lovrenca Koširja. Že med službovanjem v guberniji Ilirsko-lombardske pokrajine je bil avtor več reform v obračunavanju blaga pri manipulaciji v poštnem prometu, za katere je dobil tudi priznanje.
Ko je bil upokojenec, je sestavil hrvaško-madžarski slovar.
Po njem se imenuje filatelistični klub tržaških Slovencev.